# Argenna subnigra
Espèce
Synonymes
- Drassus subniger O. Pickard-Cambridge, 1861
- Ciniflo puta O. Pickard-Cambridge, 1863
- Argenna mengei Thorell, 1870
- Lethia albispiraculis O. Pickard-Cambridge, 1878
- Argenna pallida L. Koch, 1881
- Argenna testacea Bertkau, 1883
- Argenna minima Kulczyński, 1891

Argenna subnigra est une espèce d'araignées aranéomorphes de la famille des Argyronetidae.

## Distribution
Cette espèce se rencontre en Europe, en Iran et en Chine.

## Description
Les mâles mesurent de 2,0 à 2,5 mm et les femelles de 2,5 à 4,5 mm.

## Systématique et taxinomie
Cette espèce a été décrite sous le protonyme Drassus subniger par O. Pickard-Cambridge en 1861. Elle est placée dans le genre Lethia par Pickard-Cambridge en 1875, dans le genre Protadia par Kulczyński en 1898 puis dans le genre Argenna par Bösenberg en 1902.
Argenna testacea  a été placée en synonymie par Bösenberg en 1902.
Argenna minima  a été placée en synonymie par Lessert en 1910.
Argenna mengei  et Lethia albispiraculis  ont été placées en synonymie par Simon en 1914.
Argenna pallida a été placée en synonymie par Lehtinen en 1967.
Ciniflo puta a été placée en synonymie par Merrett en 1998.

## Publication originale
- O. Pickard-Cambridge, 1861 : « Descriptions of ten new species of spiders lately discovered in England. » Annals and Magazine of Natural History, sér. 3, vol. 7, no 42, p. 428-441 (texte intégral).